# Irak az 1980. évi nyári olimpiai játékokon
Irak a szovjetunióbeli Moszkvában megrendezett 1980. évi nyári olimpiai játékok egyik részt vevő nemzete volt. Az országot az olimpián 5 sportágban 43 sportoló képviselte, akik érmet nem szereztek.

## Atlétika
Férfi
| Versenyző                                                                        | Versenyszám     | Előfutam | Előfutam | Előfutam | Negyeddöntő | Negyeddöntő | Negyeddöntő | Elődöntő | Elődöntő | Elődöntő | Döntő   | Döntő    |
| Versenyző                                                                        | Versenyszám     | Idő      | Hely.    | Össz.    | Idő         | Hely.       | Össz.       | Idő      | Hely.    | Össz.    | Idő     | Helyezés |
| -------------------------------------------------------------------------------- | --------------- | -------- | -------- | -------- | ----------- | ----------- | ----------- | -------- | -------- | -------- | ------- | -------- |
| Hussain Ali Nasayyif                                                             | 400 m           | 48,03    | 4.       | 33.      | 48,50       | 8.          | 32.         | kiesett  | kiesett  | kiesett  | kiesett | kiesett  |
| Abdul Jabbar Rahima                                                              | 110 m gát       | 14,89    | 7.       | 18.      |             |             |             | kiesett  | kiesett  | kiesett  | kiesett | kiesett  |
| Hussain Ali Nasayyif Ali Hassan Kadhum Fahim Abdul Al-Sada Abbas Murshid Al-Aibi | 4 × 400 m váltó | 3:10,5   | 4.       | 15.      |             |             |             |          |          |          | kiesett | kiesett  |

| Versenyző             | Versenyszám | Selejtező | Selejtező | Döntő    | Döntő    |
| Versenyző             | Versenyszám | Eredmény  | Helyezés  | Eredmény | Helyezés |
| --------------------- | ----------- | --------- | --------- | -------- | -------- |
| Moujhed Fahid Khalifa | Hármasugrás | 15,86 m   | 14.       | kiesett  | kiesett  |

## Birkózás
Kötöttfogású
| Versenyző                 | Versenyszám | 1. forduló                        | 2. forduló                        | 3. forduló        | 4. forduló        | 5. forduló        | Döntő             | Helyezés    |
| Versenyző                 | Versenyszám | Ellenfél Eredmény                 | Ellenfél Eredmény                 | Ellenfél Eredmény | Ellenfél Eredmény | Ellenfél Eredmény | Ellenfél Eredmény | Helyezés    |
| ------------------------- | ----------- | --------------------------------- | --------------------------------- | ----------------- | ----------------- | ----------------- | ----------------- | ----------- |
| Hazim Abdul Ridha         | 52 kg       | Rácz Lajos (HUN) · kizárták       | Antonín Jelínek (TCH) · kizárták  | kiesett           | kiesett           |                   | kiesett           | helyezetlen |
| Mohammed Moustafa Mahmoud | 68 kg       | Buyandelgeriin Bold (MGL) · 15–18 | Lars-Erik Skiöld (SWE) · kizárták | kiesett           | kiesett           | kiesett           | kiesett           | helyezetlen |
| Ahmed Lutfi Shihad        | 74 kg       | Gheorghe Minea (ROU) · 6–12       | Mikko Huhtala (FIN) · kizárták    | kiesett           | kiesett           | kiesett           | kiesett           | helyezetlen |

Szabadfogású
| Versenyző              | Versenyszám | 1. forduló                           | 2. forduló                                     | 3. forduló                       | 4. forduló                                 | 5. forduló        | 6. forduló        | Döntő             | Helyezés    |
| Versenyző              | Versenyszám | Ellenfél Eredmény                    | Ellenfél Eredmény                              | Ellenfél Eredmény                | Ellenfél Eredmény                          | Ellenfél Eredmény | Ellenfél Eredmény | Ellenfél Eredmény | Helyezés    |
| ---------------------- | ----------- | ------------------------------------ | ---------------------------------------------- | -------------------------------- | ------------------------------------------ | ----------------- | ----------------- | ----------------- | ----------- |
| Mohammed Qassim Jabbar | 48 kg       | Mohammad Aktar (AFG) · kétvállas     | Csang Szehong (Jang Se-hong) (PRK) · kétvállas | kiesett                          | kiesett                                    | kiesett           |                   | kiesett           | helyezetlen |
| Karim Salman Muhsin    | 57 kg       | Németh Sándor (HUN) · kétvállas      | Ph?m Văn Tý (VIE) · kétvállas                  | Carlos Hurtado (PER) · kétvállas | Dugarsürengiin Oyuunbold (MGL) · kétvállas | kiesett           |                   | kiesett           | 7.          |
| Ali Hussain Faris      | 68 kg       | Mazen Tuleimat (SYR) · kizárták      | Octavian Duşa (ROU) · kétvállas                | erőnyerő                         | Jagmander Singh (IND) · 1–19               | kiesett           |                   | kiesett           | 7.          |
| Ibrahim Khalil Juma    | 74 kg       | Ryszard Ścigalski (POL) · kétvállas  | Jamtsyn Davaajav (MGL) · kétvállas             | kiesett                          | kiesett                                    | kiesett           | kiesett           | kiesett           | helyezetlen |
| Abdul Rahman Mohammed  | 82 kg       | Abdulah Memedi (YUG) · kétvállas     | Magomedhan Aracilov (URS) · kétvállas          | kiesett                          | kiesett                                    | kiesett           |                   | kiesett           | helyezetlen |
| Safaa Ali Nema         | 90 kg       | Christophe Andanson (FRA) · kizárták | Dashdorjiin Tserentogtokh (MGL) · 4–13         | kiesett                          | kiesett                                    | kiesett           |                   | kiesett           | helyezetlen |

## Labdarúgás
| Iraki labdarúgócsapat-játékoskeret | Iraki labdarúgócsapat-játékoskeret                                                                                            |
| --- | --- |
| - Abdul Fatah Nasif Jassim - Adil Khdhayir - Adnan Dirjal - Alaa Ahmed - Ali Kadhum - Falah Hassan Jassim - Hadi Ahmed - Hassan Farhan Hassoun | - Hussain Saeed - Ibrahim Ali Kadhum - Jamal Hamza - Kadim Shibib - Nazar Ashraf - Saad Jassim - Thamir Yousef - Wathiq Aswad |

### Eredmények
Csoportkör
D csoport
| Csapat      | M | Gy | D | V | G+ | G– | Gk | P |
| ----------- | - | -- | - | - | -- | -- | -- | - |
| Jugoszlávia | 3 | 2  | 1 | 0 | 6  | 3  | +3 | 5 |
| Irak        | 3 | 1  | 2 | 0 | 4  | 1  | +3 | 4 |
| Finnország  | 3 | 1  | 1 | 1 | 3  | 2  | +1 | 3 |
| Costa Rica  | 3 | 0  | 0 | 3 | 2  | 9  | –7 | 0 |

| 1980. július 21. 12:00 |

| Irak (IRQ)                       | 3–0               | Costa Rica |
| -------------------------------- | ----------------- | ---------- |
| Basheer 45' Saeed 49' Hassan 75' | (1–0) Jegyzőkönyv |            |

| Republican Stadion, Kijev Játékvezető: Nyirenda Chayu (zambiai) |

| 1980. július 23. 12:00 |

| Finnország (FIN) | 0–0         | Irak |
| ---------------- | ----------- | ---- |
|                  | Jegyzőkönyv |      |

| Republican Stadion, Kijev Nézőszám: 40 000 Játékvezető: Ramón Calderón Castro (kubai) |

| 1980. július 25. 12:00 |

| Jugoszlávia (YUG) | 1–1               | Irak       |
| ----------------- | ----------------- | ---------- |
| Zoran Vujović 63' | (0–0) Jegyzőkönyv | Hassan 61' |

| Dinamo Stadion, Minszk Játékvezető: André Daina (svájci) |

Negyeddöntő
| 1980. július 27. 12:00 |

| NDK (GDR)                                                     | 4–0               | Irak |
| ------------------------------------------------------------- | ----------------- | ---- |
| Schnuphase 4' (11-esből) Netz 11' Steinbach 17' Terletzki 22' | (4–0) Jegyzőkönyv |      |

| Republican Stadion, Kijev Nézőszám: 48 000 Játékvezető: Romualdo Arppi Filho (brazil) |

| Csapat     | Helyezés |
| ---------- | -------- |
| Irak (IRQ) | 5.       |

## Ökölvívás
| Versenyző             | Versenyszám   | Selejtező                       | 32-es főtábla              | Nyolcaddöntő                 | Negyeddöntő              | Elődöntő          | Döntő             | Helyezés |
| Versenyző             | Versenyszám   | Ellenfél Eredmény               | Ellenfél Eredmény          | Ellenfél Eredmény            | Ellenfél Eredmény        | Ellenfél Eredmény | Ellenfél Eredmény | Helyezés |
| --------------------- | ------------- | ------------------------------- | -------------------------- | ---------------------------- | ------------------------ | ----------------- | ----------------- | -------- |
| Farid Salman Makhdi   | Papírsúly     |                                 | erőnyerő                   | Hipólito Ramos (CUB) · 0:5   | kiesett                  | kiesett           | kiesett           | 9.       |
| Samir Khenyab         | Légsúly       |                                 | Hugh Russell (IRL) · 0:5   | kiesett                      | kiesett                  | kiesett           | kiesett           | 17.      |
| Ali Abdul Zhawa Jawad | Pehelysúly    | Ravsalyn Otgonbayar (MGL) · 1:4 | kiesett                    | kiesett                      | kiesett                  | kiesett           | kiesett           | 33.      |
| Farouk Chanchoun      | Kisváltósúly  |                                 | Ayodele Peters (NGR) · 5:0 | John Munduga (UGA) · KO      | José Aguilar (CUB) · RSC | kiesett           | kiesett           | 5.       |
| Sadie Jaffar Mohammed | Váltósúly     |                                 | erőnyerő                   | Plamen Jankov (BUL) · 0:5    | kiesett                  | kiesett           | kiesett           | 9.       |
| Salah Jassim Beden    | Nagyváltósúly |                                 | erőnyerő                   | Alekszandr Koskin (URS) · KO | kiesett                  | kiesett           | kiesett           | 9.       |
| Ismail Salman         | Félnehézsúly  |                                 |                            | Ricardo Rojas (CUB) · 0:5    | kiesett                  | kiesett           | kiesett           | 9.       |

RSC – a mérkőzésvezető megállította a mérkőzést

## Súlyemelés
| Versenyző                 | Versenyszám | Szakítás | Szakítás | Lökés    | Lökés    | Összesen | Helyezés |
| Versenyző                 | Versenyszám | Eredmény | Helyezés | Eredmény | Helyezés | Összesen | Helyezés |
| ------------------------- | ----------- | -------- | -------- | -------- | -------- | -------- | -------- |
| Abdul Karim Gizar         | 56 kg       | 105,0    | 8.       | 135,0    | 11.      | 240,0    | 12.      |
| Fajsal Matloub Fat'hi     | 60 kg       | 115,0    | 8.       | 137,5    | 11.      | 252,5    | 10.      |
| Mohammed Yaseen Mohammed  | 67,5 kg     | 120,0    | 14.      | 150,0    | 15.      | 270,0    | 17.      |
| Talal Hassoun Abdul Kader | 82,5 kg     | 145,0    | 11.      | 177,5    | 11.      | 322,5    | 11.      |
| Ali Abdul Kader Maneer    | 110 kg      | 135,0    | 11.      | 165,0    | 11.      | 300,0    | 11.      |